# Große Torfigur

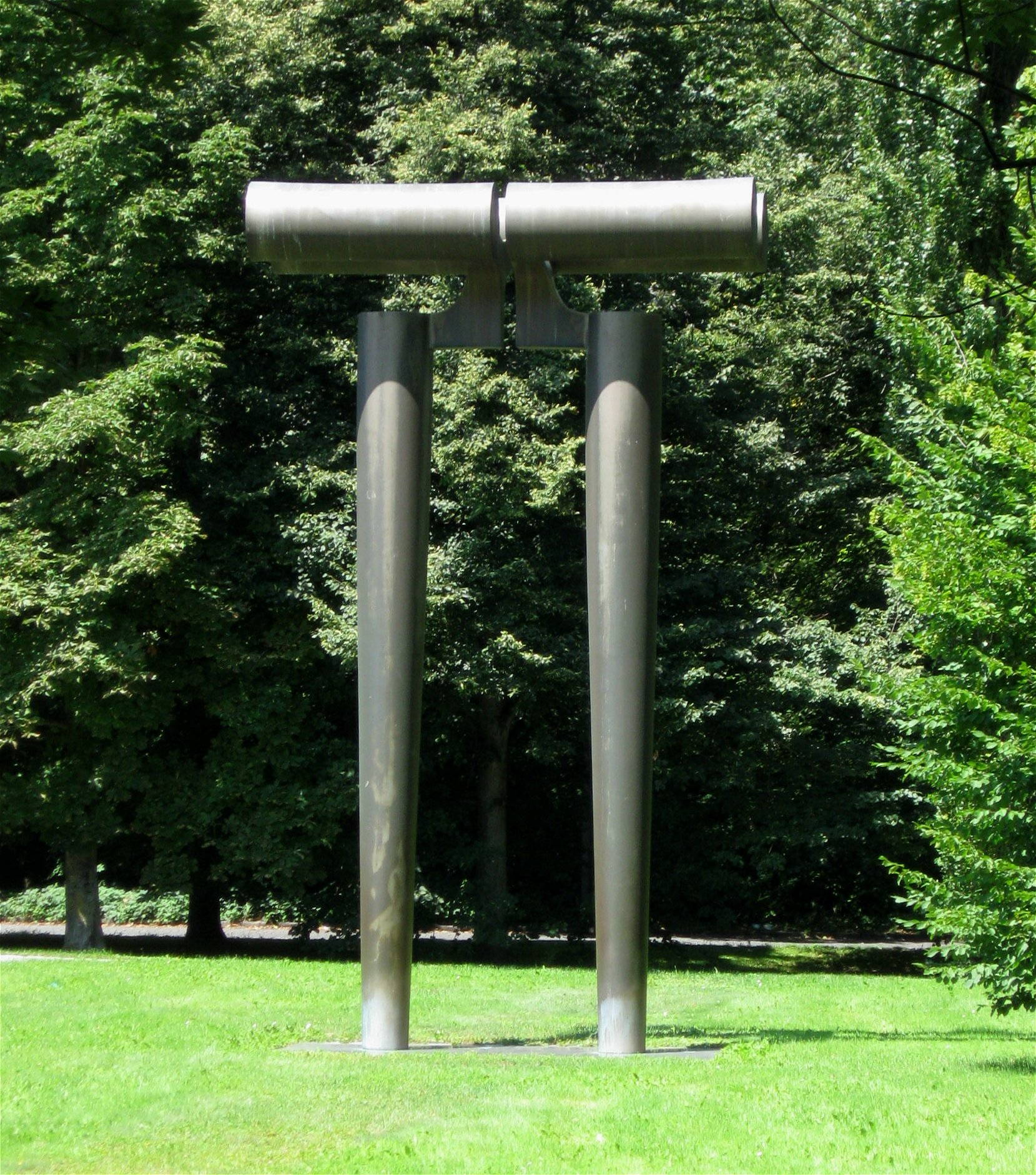
Fritz Koenig: Große Torfigur, Bronze, 1985/86, Tucherpark, München

Große Torfigur ist eine konstruktivistische Plastik des deutschen Bildhauers Fritz Koenig. Sie wurde 1986 von der damaligen Bayerischen Vereinsbank angekauft und im Skulpturengarten Tucherpark in München aufgestellt. Die Skulptur ist aus Bronze und 640 cm hoch.
Das Kunstwerk besteht aus zwei tragenden Säulen. Auf ihnen ruhen, auf einem Sockel stehend, jeweils zwei waagrechte röhrenartige Elemente, die sich gegenüberstehen, ohne verbunden zu sein. Das Kunstwerk, entstanden nach einer Japanreise 1985,  erinnert an ein japanisches Torii.